# 俄羅斯貴族

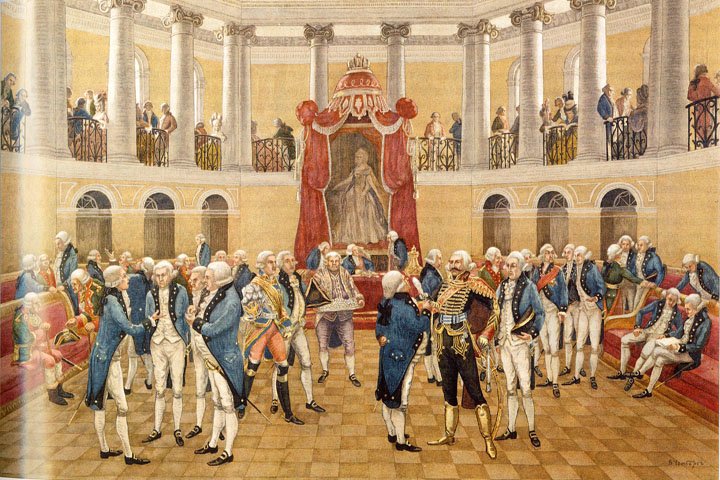
俄羅斯貴族

俄羅斯貴族（俄语：дворянство；拉丁转写为dvoryanstvo）為俄羅斯特殊階層，基本上統治俄羅斯社會直到1917年二月革命爆發。
俄語的貴族дворянство源自俄語單詞двор，意味著宮廷王子或公爵。

## 文獻
- Smith, Douglas. . London: Macmillan. 2012. ISBN 9780374157616.

Template:European nobility